# 증기탕

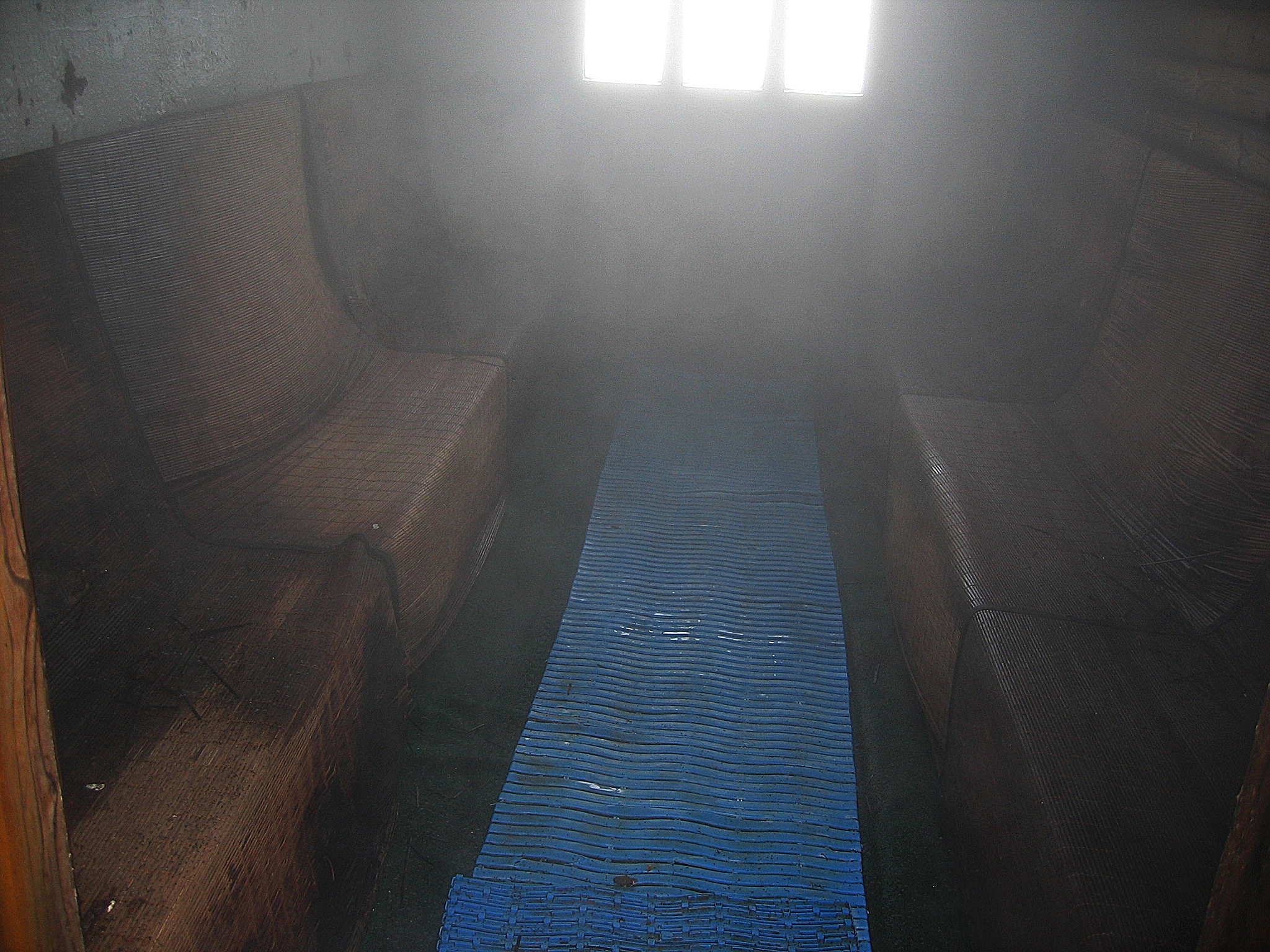
아이슬란드의 지열 증기탕.

증기탕(蒸氣湯, Steam bath)은 휴식과 정화를 목적으로 하는 증기로 채워진 방으로, 그리스와 로마 시대로 거슬러 올라가는 오랜 역사를 가지고 있다.

## 역사
증기탕의 기원은 로마 제국 전성기에 시작된 로마식 목욕탕에서 유래한다. 고대 로마 목욕탕은 로마 사회 내에서 많은 공동체와 사회적 기능을 수행했다. 로마의 많은 시민들은 사회경제적 지위와 상관없이 로마식 공중목욕탕을 이용했다. 이 로마식 목욕탕은 지하에서 솟아나는 천연 온천에 의해 공급되었다. 함부콜의 마쿠리아 도시에 있는 수도원 단지의 고고학적 작업에서 방 중 하나가 증기탕으로 사용되었을 수 있다는 가능성이 밝혀졌다.
스파의 역사적 부분(로마, 중세, 조지아 및 빅토리아 시대)이 영국 바스에서 복원되었으며 공중 목욕탕 또는 테르메로 이용 가능하다.

## 현대식 증기탕
오늘날 천연 증기탕은 여전히 존재하며 종종 로마인들이 사용했던 것과 유사한 시스템을 사용한다. 증기탕에는 천연 온천이 있는 곳이면 어디든지 물을 끌어올려 넓은 수영장 지역으로 끌어들이는 파이프와 펌프가 포함되어 있으며, 히터는 이제 욕조의 따뜻한 온도를 유지하는 데 사용된다.
사우나와는 다른 다양한 유형의 증기탕이 있다. (둘 다 뜨겁지만 사우나의 증기는 난로에 물을 뿌림으로써 생성된다. )
터키식 목욕탕, 증기탕 및 증기 샤워는 스팀 목욕의 한 유형이다.

## 같이 보기
- 바냐 - 러시아식 증기탕
- 공중 목욕탕
- 사우나
- 테르메
- 소프랜드